# Tour de l'Aude
Le Tour de l'Aude est une ancienne course cycliste par étapes française disputée dans l'Aude. Créé en 1957, il a fusionné avec le Grand Prix du Midi libre en 1987.

## Palmarès
| Année | Vainqueur                | Deuxième                  | Troisième            |
| ----- | ------------------------ | ------------------------- | -------------------- |
| 1957  | André Dupré              | Siro Bianchi              | Alfred Tonello       |
| 1958  | Emmanuel Busto           | Arnaud Geyre              | Siro Bianchi         |
| 1959  | Jean Plaudet             | Marcel Queheille          | Roger Napolitano     |
| 1960  | Gérard Thiélin           | René Abadie               | Roger Walkowiak      |
| 1961  | Simon Le Borgne          | Henry Anglade             | Joseph Carrara       |
| 1962  | Rolf Wolfshohl           | Albertus Geldermans       | Alan Ramsbottom      |
| 1973  | Jean-Pierre Paranteau    | Claude Aigueparses        | Bernard Thévenet     |
| 1974  | Cees Bal                 | Barry Hoban               | Jean-Jacques Fussien |
| 1975  | Lucien Van Impe          | Michel Périn              | Joaquim Agostinho    |
| 1976  | Bernard Hinault          | Hubert Mathis             | Patrick Béon         |
| 1977  | Jean-Pierre Danguillaume | Ludo Peeters              | Roy Schuiten         |
| 1978  | Francesco Moser          | René Bittinger            | Eddy Schepers        |
| 1979  | Francesco Moser          | Pierre-Raymond Villemiane | Michel Laurent       |
| 1980  | Marcel Tinazzi           | Patrick Perret            | Ferdi Van Den Haute  |
| 1981  | Phil Anderson            | Palmiro Masciarelli       | Bernard Becaas       |
| 1982  | Bernard Vallet           | Patrick Bonnet            | Bernard Hinault      |
| 1983  | Phil Anderson            | Kim Andersen              | Dominique Garde      |
| 1984  | Pierre-Henri Menthéour   | Joop Zoetemelk            | Pascal Poisson       |
| 1985  | Silvano Contini          | Iñaki Gastón              | Eduardo Chozas       |
| 1986  | Jean-Luc Vandenbroucke   | Czesław Lang              | Thierry Marie        |